# 1月5日
1月5日是公历（平年）一年中的第5天，离全年的结束还有360天（闰年则是361天）。

## 大事记

### 20世紀以前
- 1477年：勃艮地公国公爵大胆查理在南锡战役中战死，领土被法国和奥地利瓜分。
- 1757年：法國刺客羅貝爾-弗朗索瓦·達米安在凡爾賽宮行刺國王路易十五失敗。
- 1771年：蒙古土尔扈特部在渥巴锡率领下回归清朝。
- 1809年：英國與土耳其簽訂達達尼爾條約，英土戰爭結束。
- 1895年：法國軍隊以叛國為由剝奪猶太裔軍官阿弗列·屈里弗斯軍階，並送往魔鬼島監禁。

### 20世紀
- 1904年：京剧科班“喜连成”成立。
- 1912年：中華民國臨時政府於南京舉行內閣第一次會議。
- 1914年：福特汽车公司宣布推行八小时工作制和最低工资5美元一天。
- 1919年：安东·德莱克斯勒等极右派人士在慕尼黑成立德国工人党，为后来纳粹党的前身。
- 1919年：在德國十一月革命中，柏林超過50萬名工人發起总罢工并武装起义[1]。
- 1929年：南斯拉夫国王亚历山大一世取消宪法，宣布独裁。
- 1930年：毛泽东写成《星星之火，可以燎原》一文，提出“农村包围城市”。
- 1930年：约瑟夫·斯大林领导的苏联政府强行推行农业集体化政策。
- 1933年：經過多年遊說後，位於美國加利福尼亞州舊金山灣、橫跨金門海峽的金門大橋正式動工。
- 1946年：国共达成《关于停止国内军事冲突的协定》。
- 1946年：中华民国暫時承认蒙古人民共和國独立。
- 1947年：中國航空公司121號班機於中國青島市發生撞山事件，造成42人死亡。
- 1951年：南韓、美國盟軍反攻已被北韓佔領的漢城（今首爾）。
- 1957年：艾森豪威尔主义发表。
- 1967年：上海一月风暴，造反派开始在全国范围内夺权。
- 1968年：捷克斯洛伐克共產黨改革派亞歷山大·杜布切克出任第一書記，布拉格之春開始。
- 1974年：中文正式與英文並列為香港法定語文。
- 1974年：秘鲁首都利马发生地震，致6人死亡。
- 1975年：邓小平复出，开始整顿文化大革命。
- 1976年：红色高棉颁布新宪法，将柬埔寨的国名更改为民主柬埔寨。
- 1980年：香港郵政署工潮。
- 1985年：北京中学生通讯社宣告成立。[2]
- 1991年：喬治亞軍隊進攻南奧塞提亞首都茲辛瓦利，為期1年多的第一次南奧塞提亞戰爭爆發。
- 1992年：中华人民共和国与吉尔吉斯斯坦建交。
- 1999年：中国组建缉私警察队伍。

### 21世紀
- 2003年：中国神舟四号载人飞船在环绕地球飞行了108圈后成功返回。
- 2004年：香港首宗地鐵縱火案。
- 2005年：美國天文學家麥克·布朗團隊分析帕洛馬山天文臺拍攝的照片，發現矮行星鬩神星。
- 2007年：台灣高速鐵路通車營運，為日本新幹線系統首次海外輸出。
- 2014年：臺灣職棒兄弟象隊正式更名為「中信兄弟」隊[3]。
- 2022年：哈萨克斯坦前总统努尔苏丹·纳扎尔巴耶夫因应国内抗议活动辞任哈萨克斯坦安全委员会主席职务，结束长达20年的政治统治。
- 2024年：缅甸民族民主同盟军占领果敢自治区首府老街，重新恢复自八八事件以后所丢失的果敢地区全面控制权。[4]

## 出生
- 1209年：康瓦爾的理查，神圣罗马帝国皇帝（1272年逝世）
- 1587年：徐霞客，中国明朝地理学家、旅行家（1641年逝世）
- 1592年：沙贾汗，印度莫卧儿帝国皇帝（1666年逝世）
- 1666年：戈賓德·辛格，錫克教古魯（1708年逝世）
- 1680年：愛新覺羅允祺，康熙帝第五子，恆親王（1732年逝世）
- 1712年：愛新覺羅弘晝，清朝雍正帝第五子，和親王（1770年逝世）
- 1767年：讓-巴蒂斯特·賽伊，法國經濟學家和商人（1832年逝世）
- 1782年：馬禮遜，蘇格蘭傳教士，曾將《聖經》譯成中文，又編《華英字典》（1834年逝世）
- 1838年：卡米尔·若尔当，法國數學家、工程師（1922年逝世）
- 1846年：倭铿，德国唯心主义哲学家，1908年诺贝尔文学奖得主（1926年逝世）
- 1855年：金·吉列，吉列公司创始人（1932年逝世）
- 1874年：约瑟夫·厄兰格，美国生化生理学家，1944年诺贝尔生理学或医学奖得主（1965年逝世）
- 1876年：康拉德·阿登纳，联邦德国第一任总理（1967年逝世）
- 1880年：尼古拉·梅特纳，俄羅斯作曲家，鋼琴家（1951年逝世）
- 1882年：赫伯特·斯沃普，美国记者（1958年逝世）
- 1893年：帕拉宏撒·尤迦南達，印度裔美国瑜伽师（1952年逝世）
- 1897年：三木清，日本哲學家（1945年逝世）
- 1900年：荀慧生，中国京剧表演艺术家（1968年逝世）
- 1902年：羽贝尔·波夫梅西，法國記者，《世界報》創始人（1989年逝世）
- 1909年：斯蒂芬·科尔·克莱尼，美國數學家、逻辑學家（1994年逝世）
- 1909年：伊萊亞娜，罗马尼亚王国公主（1991年逝世）
- 1914年：尼古拉·德·斯塔埃爾，俄羅斯裔法國畫家（1955年逝世）
- 1917年：珍·惠曼，美國女演員（2007年逝世）
- 1917年：韓美洵，前香港副輔政司（1988年逝世）
- 1921年：弗里德里希·迪伦马特，瑞士剧作家、小说家（1990年逝世）
- 1921年：让大公，前卢森堡大公（2019年逝世）
- 1927年：王天定，臺灣布農族登山嚮導，第一位完成臺灣百岳的原住民（1991年逝世）
- 1928年：佐勒菲卡尔·阿里·布托，巴基斯坦政治人物，第4任巴基斯坦總統（1979年逝世）
- 1928年：钱其琛，曾任中共中央政治局委员，国务院副总理，外交部部长（2017年逝世）
- 1928年：沃尔特·蒙代尔，美国第42任副总统（2021年逝世）
- 1931年：阿尔弗雷德·布伦德尔，奥地利钢琴家（2025年逝世）
- 1931年：勞勃·杜瓦，美国演员
- 1932年：赖莎·戈尔巴乔娃，前蘇聯領袖米哈伊尔·戈尔巴乔夫妻（1999年逝世）
- 1932年：翁贝托·埃可，意大利小說家、文學評論者、哲學家、符號學家（2016年逝世）
- 1932年：弗蘭克·雷登，美國職業籃球教練（2025年逝世）
- 1933年：內斯特·皮洛特，比利時連環殺手（2000年逝世）
- 1936年：林柏燕，臺灣教師、小說家、文史工作者（2009年逝世）
- 1937年：張寶玉，中國航空技術專家（1981年逝世）
- 1938年：恩古吉·瓦·提昂戈，肯亞作家、文化學家（2025年逝世）
- 1938年：胡安·卡洛斯一世，前西班牙国王
- 1941年：宫崎骏，日本動画導演
- 1942年：毛利齊奧·波里尼，義大利鋼琴家
- 1944年：埃德·倫德爾，美國政治人物，第45任賓夕法尼亞州州長
- 1946年：黛安·基顿，美国电影演员、导演
- 1947年：马丁·查尔菲，美國科學家，2008年諾貝爾化學獎得主
- 1947年：凱薩琳·斯威策，美國作家、電視評論員、馬拉松選手
- 1949年：张瑞敏，海爾集團创办人
- 1952年：張光，韓國男演員
- 1952年：乌利·赫内斯，德国前足球运动员
- 1954年：朱陸豪，台灣男演員
- 1956年：陳建一，华裔日本厨师（2023年逝世）
- 1956年：法蘭克-華特·史坦麥爾，德國政治人物，現任德國聯邦總統
- 1959年：克蘭西·布朗，美國男演員、配音員
- 1960年：洪朝豐，香港主持人
- 1962年：戚美珍，香港演員
- 1963年：姜文，中國演員、導演
- 1965年：佐久間玲，日本女性聲優
- 1965年：維尼·瓊斯，英國電影演員、退役足球運動員
- 1966年：許智傑，臺灣政治人物
- 1966年：天野由梨，日本女性聲優
- 1967年：马库斯·泽德，德國政治人物
- 1968年：林琨瀚，台灣職業棒球選手
- 1968年：卡瑞·因娜芭，美国演员
- 1969年：孔琳，中國女演員
- 1969年：林海，中国作曲家
- 1969年：希亞·溫漢，美國男演員
- 1969年：瑪麗蓮·曼森，美国男歌手
- 1975年：唐鶴恬，中國女子羽球運動員
- 1975年：布萊德利·庫柏，美國電影、舞台劇和電視演員
- 1976年：淺沼晉太郎，日本男性聲優、劇作家、演員
- 1976年：迭戈·特里斯坦，西班牙職業足球運動員
- 1978年：詹纽瑞·琼斯，美國女演員
- 1978年：弗兰克·蒙塔尼，法國前一級方程式賽車運動員
- 1978年：艾密莉亞·懷得堡，瑞典女歌手
- 1979年：司徒瑞祈，香港演員、游泳運動員
- 1979年：中村明日美子，日本女性漫畫家
- 1980年：慧慈，台灣藝人
- 1980年：大石昌良，日本男性創作歌手
- 1981年：宋小寶，中國喜劇演員
- 1982年：林威良，台灣歌手
- 1982年：青木宣親，日本棒球選手
- 1983年：謝敏榮，香港足球運動員
- 1983年：朱芳雨，中国篮球运动员
- 1984年：長澤奈央，日本演員、模特兒
- 1985年：尹素怡，韓國女演員
- 1985年：迭戈·贝拉，烏拉圭職業足球運動員
- 1986年：小池徹平，日本歌手、演員，WaT乐队成員
- 1986年：荻皮卡·帕都恭，印度女演員、模特兒
- 1986年：鄭家維，香港歌手
- 1988年：盧基·丹尼爾斯，英国足球运动员
- 1989年：克里斯蒂安·涅梅特，匈牙利職業足球運動員
- 1990年：梁耀燮，韓國男子偶像團體BEAST成員
- 1991年：吳思賢，台灣藝人
- 1991年：丹尼爾·柏捷高，西班牙足球運動員
- 1991年：李祥祥，中國歌手
- 1992年：藤井直伸，日本男子排球運動員（2023年逝世）
- 1994年：許嘉樂，香港足球運動員
- 1994年：羅伯特·厄普肖，美國男子籃球運動員
- 1995年：比安卡·森索里，澳大利亞建築師、模特兒
- 1997年：姚柏南，中國男子偶像團體UNINE成員
- 1997年：秦霄贤，中国相声演员
- 1997年：张玉宁，中国足球运动员
- 1998年：飯豐萬理江，日本女演員、歌手、模特兒
- 2006年：韓振，韓國男子偶像團體TWS成員
- 2009年：沃克·斯克堡，美國男演員
- 生年不詳：中村明日美子，日本漫畫家

## 逝世
- 842年：穆阿台綏姆，阿拔斯帝國哈里發（794年出生）
- 940年：源宗，日本平安時代貴族、歌人（生年不詳）
- 1066年：懺悔者愛德華，英格蘭國王（1004年出生）
- 1286年：真金太子，元世祖忽必烈之子，元朝皇太子，1294年元成宗追尊真金为元裕宗（1243年出生）
- 1465年：查理一世，法国诗人，奥尔良公爵（1394年出生）
- 1477年：大膽查理，勃艮第公爵（1433年出生）
- 1527年：費利克斯·曼茲，瑞士弟兄會創始人之一，徹底的宗教改革的第一位殉道者（1498年出生）
- 1589年：凯瑟琳·德·美第奇，法国王后（1519年出生）
- 1655年：教宗依諾增爵十世，羅馬主教（1574年出生）
- 1762年：，俄罗斯帝国女皇（1709年出生）
- 1771年：約翰·羅素，英國政治家、貴族、軍人，第四代貝德福德公爵（1710年出生）
- 1776年：菲利普·路德維希·施塔蒂烏斯·米勒，德國動物學家（1725年出生）
- 1796年：，美國法學家、政治家，美國開國元勛之一，曾任康乃狄克州州長。（1731年出生）
- 1828年：小林一茶，日本俳句詩人（1763年出生）
- 1848年：戈特弗里德·克里斯蒂安·萊許，德國內科醫生（1769年出生）
- 1858年：约瑟夫·拉德茨基·冯·拉德茨，波希米亞貴族、奧地利軍事將領（1766年出生）
- 1910年：里昂·瓦尔拉斯，法国经济学家（1834年出生）
- 1915年：永倉新八，日本幕末武士，新選組第二隊隊長（1839年出生）
- 1922年：欧内斯特·沙克尔顿，英国探险家（1874年出生）
- 1933年：卡尔文·柯立芝，美国政治人物，第30任美国总统（1872年出生）
- 1943年：喬治·華盛頓·卡佛，美國教育家、農業化學家（1864年出生）
- 1947年：李世芳，中國京劇演員（1921年出生）
- 1951年：卡米洛·卡爾·施奈德，德國植物學家、景觀設計師（1876年出生）
- 1951年：約翰·拉貝，德国商人，记录南京大屠殺的《拉贝日记》作者（1882年出生）
- 1969年：張孤梅，中國軍事、政治、教育人物（1910年出生）
- 1970年：馬克斯·玻恩，德國理論物理學家、數學家，1954年諾貝爾物理學獎得主（1882年出生）
- 1976年：馬克斯·克萊伯，瑞士生物學家（1893年出生）
- 1979年：查尔斯·明格斯，美国爵士乐贝斯手（1922年出生）
- 1980年：丁文江，中國地質學家、社會活動家（1887年出生）
- 1981年：哈羅德·尤里，美国物理化學家，1934年诺贝尔化学奖得主（1893年出生）
- 1982年：埃德蒙·赫林，澳大利亞陸軍中將（1892年出生）
- 1982年：漢斯·康里德，美國喜劇演員、配音員（1917年出生）
- 1988年：哈羅德·馬特森，美國文學經紀人（1898年出生）
- 1988年：皮特·马拉维奇，美国篮球运动员（1947年出生）
- 2007年：秦孝儀，前臺灣台北市國立故宮博物院館長（1921年出生）
- 2007年：安藤百福，日本企業家，日清食品的創辦人（1910年出生）
- 2013年：也斯，香港作家（1949年出生）
- 2014年：尤西比奧，葡萄牙球星，1965年金球奖得主，1966年世界杯最佳射手（1942年出生）
- 2016年：皮耶·布萊茲，法國作曲家、指揮家、作家（1925年出生）
- 2018年：约翰·杨，美國太空人（1930年出生）
- 2018年：湯瑪斯·博普，美國天文學家（1949年出生）
- 2022年：方濟各·阿爾瓦雷斯·馬丁內斯，西班牙天主教司鐸級樞機、托萊多總教區榮休總主教（1925年出生）
- 2022年：金美秀，韓國演員、模特兒（1992年出生）
- 2023年：楊福愉，中國生物化學家（1927年出生）
- 2023年：毛昭晰，中國文物學家（1929年出生）
- 2023年：李相玉，韓國政治人物、外交官（1934年出生）
- 2024年：马里奥·扎加洛，巴西足球教練（1931年出生）
- 2024年：李怡嚴，臺灣理論物理學家（1937年出生）
- 2024年：柳俊江，香港電視新聞記者、媒體人、環保工作人士、動物保護人士、香港電影工作者（1981年出生）
- 2025年：王正國，中國野戰外科學專家（1935年出生）
- 2025年：科斯塔斯·西米蒂斯，希臘政治人物，前任希臘總理（1936年出生）

## 节假日和习俗
- 西方基督教：主显节前夕
- 中国（哈尔滨）：国际冰雪节
- 日本（鶴岡八幡宮）：除魔神事
- 美国：国鸟节